# Young Stoner Life Records
YSL Records (officielt Young Stoner Life Records, angiveligt Young Slime Life Records) er et amerikansk pladeselskab i Atlanta, Georgia. Det blev grundlagt i 2016 af rapperen Young Thug. Selskabet er en del af 300 Entertainment. Dets kunstnere inkluderer bl.a. Gunna, Lil Keed. Adskillige samtidige kunstnere, inklusive Drake, Future, Lil Uzi Vert, Playboi Carti, Lil Baby, Lil Gotit, NAV, Travis Scott, og Slimelife Shawty har udtrykt troskab til YSL dog uden at have kontrakt med selskabet.
YSL Records er blevet genstand for mediebevågenhed efter at være involveret i en stor afpresningssag siden 2022, hvor Young Thug, Gunna og andre medlemmer af YSL er blevet arresteret og anklaget for afpresning og forskelligt bande-relateret kriminalitet under Georgias RICO (Racketeer Influenced and Corrupt Organizations) Act. Myndighederne har erklæret at YSL er et pladeselskab og en bande.

## Notable kunstnere

### Nuværende
| Kunstner   | Kontraktstart | Udgivelser (på YSL) |
| ---------- | ------------- | ------------------- |
| Young Thug | Grundlægger   | 10                  |
| Gunna      | 2017          | 8                   |
| Strick     | 2017          | 4                   |
| Yung Kayo  | 2020          | 1                   |

### Tidligere
| Kunstner                   | Kontraktstart | Udgivelser (på YSL) |
| -------------------------- | ------------- | ------------------- |
| Lil Baby                   | 2016          | -                   |
| YoungBoy Never Broke Again | 2017          | -                   |
| Lil Keed (afdød)           | 2018-2022     | 7                   |